# Park Narodowy Karaburun-Sazan

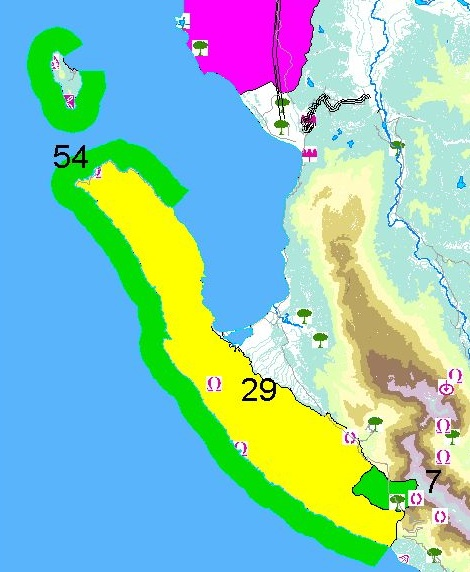
Obszar parku (zaznaczony na zielono)

Park narodowy Karaburun-Sazan (alb. Parku Kombëtar Detar "Karaburun-Sazan") – morski park narodowy, obejmuje obszar linii brzegowej półwyspu Karaburun, wyspę Sazan oraz fragment Zatoki Wlorskiej. Park został założony w 2010 roku.
Morski Park narodowy "Karaburun-Sazan" obejmuje obszar 12 tys. ha. Na jego terenie znajdują się m.in. wraki starożytnych greckich i rzymskich statków a także wraki z okresu II wojny światowej. Wiele nabrzeżnych jaskiń, niektóre dostępne tylko z morza, część była zamieszkiwana w czasach prehistorycznych, odnaleziono w nich malowidła ścienne. A także stromych klifów i ustronnych piaszczystych plaż.